# خط عرض 75° جنوب
خط عرض 75° جنوب هي إحدى دوائر العرض الجغرافية، وهي دوائر وهمية تحيط بالكرة الأرضية، وموازية لخط الاستواء، وتتميز هذه الدائرة بأن الأراضي الواقعة عليها تنتمي للمنطقة القطبية.

## حول العالم
خط عرض 75° جنوب يبدأ من خط الزوال الأولي ويتجه شرقا ويمر عبر:
| الإحداثيات                           | البلد أو الإقليم أو البحر | ملاحظات |
| ------------------------------------ | ------------------------- | --- |
| 75°0′S 0°0′E / 75.000°S 0.000°E      | القارة القطبية الجنوبية   | أرض الملكة مود، تطالب بها النرويج · الإقليم الأسترالي في القارة القطبية الجنوبية، تطالب بها أستراليا · أرض أديلي، تطالب بها فرنسا · الإقليم الأسترالي في القارة القطبية الجنوبية، تطالب بها أستراليا · منطقة روس، تطالب بها نيوزيلندا |
| 75°0′S 163°39′E / 75.000°S 163.650°E | المحيط الجنوبي            | بحر روس |
| 75°0′S 137°0′W / 75.000°S 137.000°W  | القارة القطبية الجنوبية   | منطقة غير مطالب بها · المقاطعة التشيلية بالقارة القطبية الجنوبية، تطالب بها تشيلي · منطقة تطالب بها تشيلي و المملكة المتحدة (مطالبات متداخلة) · منطقة تطالب بها الأرجنتين و تشيلي و المملكة المتحدة (مطالبات متداخلة)                 |
| 75°0′S 61°32′W / 75.000°S 61.533°W   | المحيط الجنوبي            | بحر ودل |
| 75°0′S 24°12′W / 75.000°S 24.200°W   | القارة القطبية الجنوبية   | المقاطعة البريطانية بالقارة القطبية الجنوبية، تطالب بها المملكة المتحدة · أرض الملكة مود، تطالب بها النرويج |